# Earl T. Newbry
Earl T. Newbry (* 15. April 1900 in Rocky Ford, Colorado; † 2. September 1995 in Ashland, Oregon) war ein US-amerikanischer Geschäftsmann und Politiker (Republikanische Partei).

## Werdegang
Earl T. Newbry wurde in Colorado geboren und wuchs dort auf. Über seine Jugendjahre ist nichts bekannt. Die Familie Newbry zog in den frühen 1920er Jahren nach Oregon und ließ sich dort in Ashland (Jackson County) nieder. Newbry managte ein Obstanbau- und Verpackungsunternehmen im Rogue River Valley, bevor er in die Politik ging.
1938 kandidierte er erfolgreich im 19. Abgeordnetenbezirk (Jackson County) für einen Sitz im Repräsentantenhaus von Oregon. Er nahm an den Sessions von 1939 bis 1941 teil. 1942 wurde er dann für den 6. Senatsbezirk in den Senat von Oregon gewählt. Er nahm an den Sessions von 1943, 1945 und 1947 teil.
Am 28. Oktober 1947 kamen der Gouverneur von Oregon Earl Snell, der Secretary of State von Oregon Robert S. Farrell junior und der Senate President Marshall Cornell auf ihren Weg zu einem Jagdausflug im südlichen Oregon bei einem Flugzeugabsturz in der Nähe von Dog Lake im Lake County (Oregon) ums Leben. Da die ersten beiden Nachfolger von dem Gouverneur von Oregon mit ihm verstarben, wurde der Speaker of the House John Hubert Hall zum neuen Gouverneur von Oregon ernannt. Die erste Amtshandlung von Hall war es Newbry zum neuen Secretary of State von Oregon zu ernennen.
Während seiner Amtszeit war Newbry für die Schaffung von Niederlassungen des Department of Motor Vehicles im ganzen Staat verantwortlich und für die Durchsetzung von permanenten Kraftfahrzeugkennzeichen im Staat. Er wurde 1948 für eine volle Amtszeit zum Secretary of State von Oregon gewählt und 1952 wiedergewählt. Bei seiner dritten Kandidatur im Jahr 1956 erlitt er aber eine Niederlage gegenüber der Demokratin Edith Green. Newbry bekleidete den Posten bis zum 7. Januar 1957.
Nach dem Ende seiner Amtszeit kehrte er nach Süd-Oregon zurück und war wieder als Geschäftsmann tätig.